# كاستجلوني ديلي ستيفيري
كاستجلوني ديلي ستيفيري، (بالإنجليزية: Castiglione delle Stiviere)‏، هي بلدة و(بلدية) في مقاطعة مانتوفا، في لومباردي، إيطاليا، على بعد 30 كم (19 ميل) شمال غرب مانتوفا، عن طريق البر.

## السكان
في سنة 1861 بلغ عدد السكان 5٬079 نسمة، وتطور العدد ليصل في سنة 2011 لـ 22٬052 نسمة.
يظهر هذا المخطط البياني تطور النمو السكاني لـ كاستجلوني ديلي ستيفيري

## توأمة
لكاستجلوني ديلي ستيفيري اتفاقيات توأمة مع كل من:
- Bezzecca [الإنجليزية]‏
- Monteprandone [الإنجليزية]‏
- Barentin [الإنجليزية]‏
- لويتكيرش إم آلغوي

## أعلام
- نيكولا ليالي
- لويجي غونزاغا
- كريستيان سافاني
- ستيفانو لاييني
- يونس حنين